# Moïse Ensheim
Pour les articles homonymes, voir Ensheim (homonymie), Metz (homonymie) et Brisac.
Moïse Ensheim, aussi connu sous le nom de Moïse Metz ou  Moïse Brisac, né à Metz le 28 mars 1751 et mort à Bayonne en 1840, est un mathématicien français et poète liturgique.

## Biographie
Né dans une famille juive à Metz, ses parents Joseph Brisac et Gitlé Brisac le destinent au rabbinat, mais il quitte Metz contre la volonté de son père et voyage en Allemagne. De 1782 à 1785, il est tuteur dans la famille de Moïse Mendelssohn, chargé principalement de l'éducation d'Abraham Mendelssohn. Son travail manuscrit sur les intégrales et le calcul différentiel est couvert d'éloges par Lagrange et Laplace, avec lesquels, comme avec Monge et Berthollet, il est personnellement en relation.
Après avoir quitté la famille Mendelssohn, il retourne à Metz, où il éprouve de grandes difficultés à gagner sa vie en enseignant les mathématiques. Étant juif, on lui refuse le poste de professeur à l'École centrale de Metz, nouvellement créée.
« Il espérait trouver des moyens d'existence en donnant des leçons de mathématiques et d'histoire. Mais ses manières et son accent judaïque furent cause qu'on n'apprécia point son mérite comme il méritait de l'être. Il concourut même sans succès pour une chaire de sciences exactes à l'école centrale qu'on venait d'organiser dans notre province, et fut supplanté par un autre concurrent, quoique chacun rendit justice à son profond savoir. »
En quête de moyen de subsistance, il contacte l'abbé Grégoire pour effectuer des traductions de textes législatifs en allemand: 
« Un juif, Moïse Ensheim, écrit de Metz à Grégoire (10 nov. an Ier) : Je lus dernièrement dans les papiers publics que la Convention nationale n'était pas contente de la traduction des décrets en langue allemande. Comme j'ai passé ma jeunesse en Allemagne je pense y avoir acquis de cette langue une connaissance suffisante pour la traduction dont il s'agit, n'y aurait-il pas moyen de m'employer dans cette affaire jusqu'à ce que je trouvasse un meilleur sort ? »
Il traduit aussi des textes officiels en hébreu: 
« Moïse Ensheim a traduit les droits de l'homme en hébreu, non sans difficulté, en raison des termes métaphysiques et moraux. »
Ensheim occupe une place importante dans le mouvement Me'assefim, formé par un groupe d'écrivains de langue hébraïque qui publient leurs œuvres dans la revue Ha-Me'assef. Rempli d'enthousiasme pour les idées révolutionnaires, il écrit un chant triomphal en hébreu qui sera chanté le 21 octobre 1793,,,, à la synagogue (alors appelé Temple des citoyens israélites) de Metz sur l'air de la Marseillaise. Le texte sera publié dans Ha-Me'assef. Ce poème de huit pages est traduit en français par Isaiah Berr Bing, sous le titre: Cantique à l'occasion de la fête civique, célébrée à Metz le 22 octobre [ 1792], l'an premier de la République, dans le temple des citoyens israélites. Ce chant rend grâce à l'Éternel d'avoir permis à nos défenseurs de marcher triomphants sur les débris des ennemis vaincus, sauvant ainsi la France, terre sacrée qui est devenue notre patrie.
Il est un ami très proche de l'abbé Grégoire, à qui il fournit des documents et des chiffres pour sa défense des Juifs devant l'Assemblée constituante.
Il passe les dernières années de sa vie à Bayonne dans la famille d'Abraham Furtado où il occupe le poste de tuteur et passe ses loisirs à se plonger dans les études talmudiques. En 1829, il est aussi directeur des Salines de l'Est à Bayonne, d'après la notice biographique qu'écrit sur lui Émile Auguste Bégin. Avant sa mort, il donne la somme très importante de 12 000 francs, soit un quart de sa fortune, à l'école juive élémentaire de sa ville natale.